# Consolidated Commodore
Consolidated Model 16 Commodore – amerykańska pasażerska łódź latająca z okresu międzywojennego.

## Historia
W 1928 roku w wytwórni Consolidated Aircraft Corporation opracowano wodnosamolot patrolowy dla amerykańskiej Marynarki Wojennej, oznaczony jako XPY-1. W związku z tym, że nie odpowiadał on dowództwu lotnictwa Marynarki Wojennej, zrezygnowano z jego produkcji. Natomiast prototyp samolotu, na zamówienie linii lotniczej „New York, Rio & Buenos Aires Line” (NYRBA), przebudowano na samolot pasażerski. W samolocie tym przebudowano kadłub, umieszczając w nim kabinę pasażerską.
Pierwszy samolot pasażerski został oblatany 28 września 1929 roku, a seryjne samoloty zaczęto dostarczać do linii lotniczych NYRBA w marcu 1930 roku; łącznie dostarczono do tej linii lotniczej 11 samolotów tego typu, w dwóch wariantach różniących się ilością miejsc pasażerskich – Model 16 – 18 miejsc i Model 16-1 – 22 miejsca. Planowano jeszcze Model 16-2 z 30 miejscami pasażerskimi, lecz nie zbudowano go. Pozostałe trzy samoloty zostały dostarczone już do linii lotniczych Pan Am, które przejęły linię NYRBA we wrześniu 1930 roku.
Łącznie w latach 1929–1930 zbudowano 14 samolotów pasażerskich tego typu.

## Użycie w lotnictwie
Samoloty Consolidated Commodore od października 1929 roku były dostarczane do linii lotniczych NYRBA, które obsługiwały trasy ze Stanów Zjednoczonych do Ameryki Południowej. Pierwszy lot pasażerski tego typu samolotu odbył się 19 lutego z Miami do Buenos Aires i z powrotem w dniu 25 lutego 1930 roku.

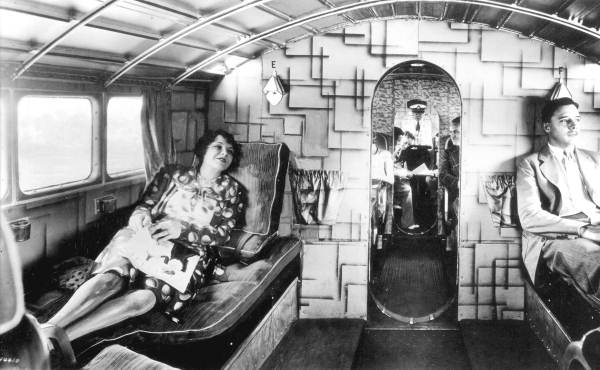
Kabina pasażerska samolotu Consolidated Commodore

W dniu 15 września 1935 roku linia lotnicza NYRBA została przejęta przez linie lotnicze Pan Am. W grudniu 1930 te samoloty zostały skierowane do obsługi tras w rejonie Morza Karaibskiego. Po wprowadzeniu do służby w Pan Am nowych wodnosamolotów Sikorsky Clipper w 1934 roku, samoloty Consolidated Commodore zaczęto przekazywać do filialnych linii lotniczych w Brazylii (Panair do Brasil) (2 samoloty), Argentynie (Sociedad Argentina de Navegación Aérea) (2 samoloty), Chinach (China National Aviation Corporation) (2 samoloty) i Bahamach (Bahamas Airways) (1 samolot). Jeden z samolotów został także sprzedany w 1937 roku amerykańskiemu pionierowi lotniczemu Clarence'owi Chamberlinowi. Pod koniec lat trzydziestych dwa takie samoloty zakupiło także wojskowe lotnictwo brazylijskie od Panair do Brasil. Pozostałe samoloty użytkowały linie Pan Am. Samoloty Consolidated Commodore były używane do 1946 roku, a najdłużej był eksploatowany w Bahamas Airways.
W czasie ich użytkowania doszło do dwóch wypadków lotniczych, w wyniku których zginęli ludzie. 10 czerwca 1941 roku na lotnisku w Belém rozbił się samolot należący do brazylijskiego lotnictwa wojskowego, w wyniku tej katastrofy zginęło 8 osób (pilot i 7 pasażerów), a 24 września 1943 roku rozbił się na lotnisku w Miami samolot należący do Pan Am, w wyniku czego zginął jeden członek załogi.

## Opis techniczny
Samolot Consolidated Commodore był górnopłatem typu parasol o konstrukcji metalowej, skrzydło umocowane było do kadłuba za pomocą zastrzałów. Pod skrzydłem zamontowano pływaki stabilizujące, umocowane przy pomocy zastrzałów. Kadłub samolotu miał formę łodziową. W kadłubie mieściła się kabina pasażerska w wersji na 18 lub 22 pasażerów.
Napęd samolotu stanowiły dwa silniki gwiazdowe, chłodzone powietrzem, umieszczone w gondolach na skrzydle.